# Географія Того
Того — західноафриканська країна, що знаходиться на узбережжі Гвінейської затоки між Ганою на сході і Беніном на заході . Загальна площа країни 56 785 км² (126-те місце у світі), з яких на суходіл припадає 54 385 км², а на поверхню внутрішніх вод — 2 400 км². Площа країни вдвічі більша за площу Київської області України. 

## Назва
Офіційна назва — Тоголезька Республіка, Того (фр. Republique Togolaise). Назва країни успадкована від назви колонії Тоголенд, яка була утворена від назви селища Тоґо (тепер Тоґовіль) на березі озера Того з додаванням німецького слова «ланд» на означення землі, країни. Назва селища з мови еве перекладається як Берег озера, де «то» — вода, а «го» — берег. Колишня, у 1885–1914 роках, німецька колонія Тоґоланд (нім. Togoland). Пізніше, у 1916–1960 роках, французька колонія Французький Тоголенд (фр. Togoland français).

## Географічне положення
Того — західноафриканська країна, що межує з трьома іншими країнами: на сході — з Беніном (спільний кордон — 651 км), на півночі — з Буркіна-Фасо (131 км), на сході — з Ганою (1098 км). Загальна довжина державного кордону — 1880 км. Того на півдні омивається водами Бенінської затоки, частина Гвінейської, Атлантичного океану. Загальна довжина морського узбережжя 56 км.
Згідно з Конвенцією Організації Об'єднаних Націй з морського права (UNCLOS) 1982 року, протяжність територіальних вод країни встановлено в 30 морських миль. Виключна економічна зона встановлена на відстань 200 морських миль (370,4 км) від узбережжя.

### Час
Час у Того: UTC (-2 години різниці часу з Києвом).

## Геологія

### Корисні копалини
Надра Того багаті на ряд корисних копалин: фосфати, вапняк, мармур.

## Рельєф
Середні висоти — 236 м; найнижча точка — рівень вод Атлантичного океану (0 м); найвища точка — гора Агу (986 м).

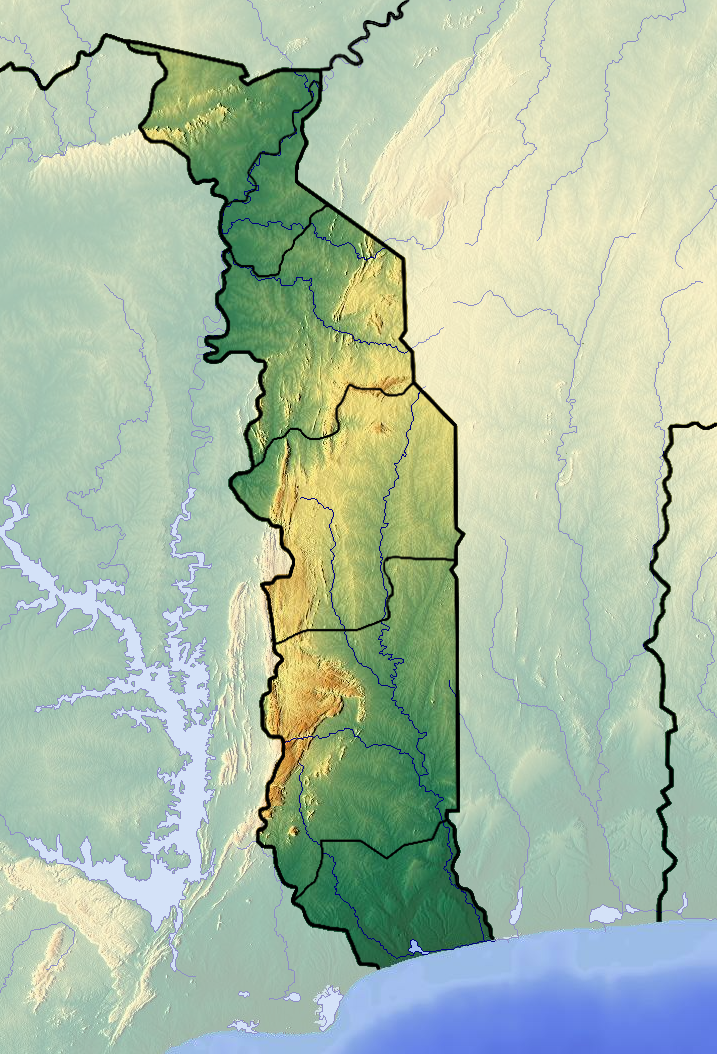
Рельєф Того
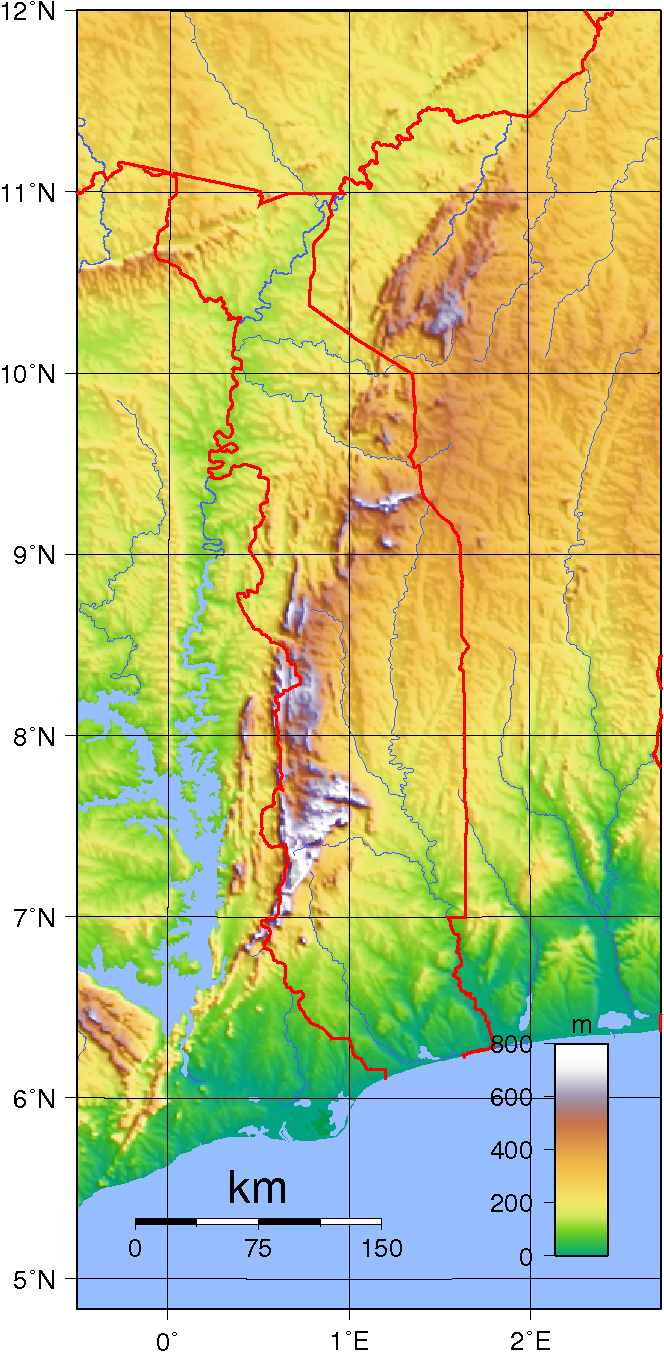
Гіпсометрична карта Того
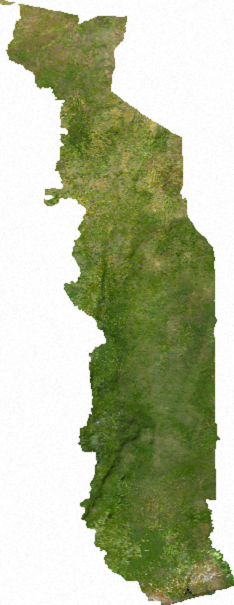
Супутниковий знімок поверхні країни
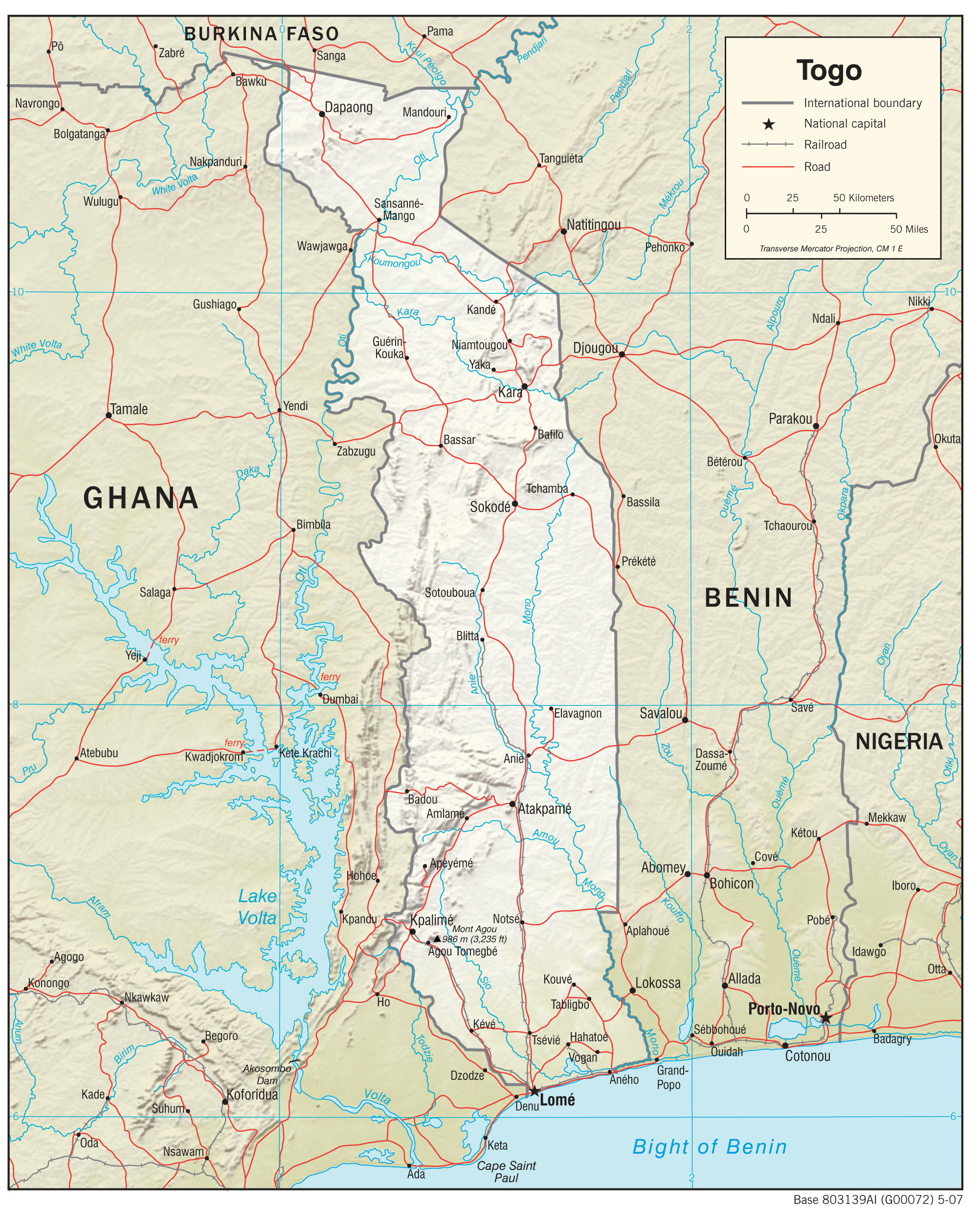
Карта країни (англ.)
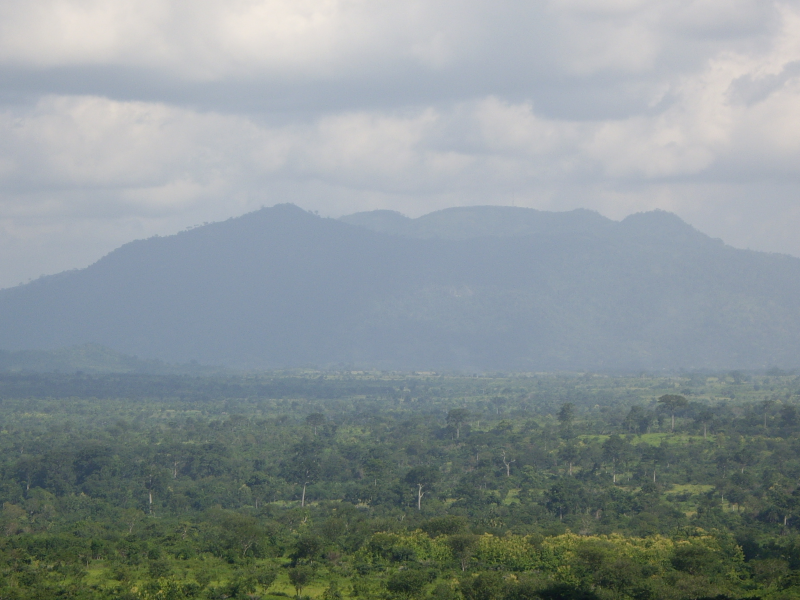
Гора Агу
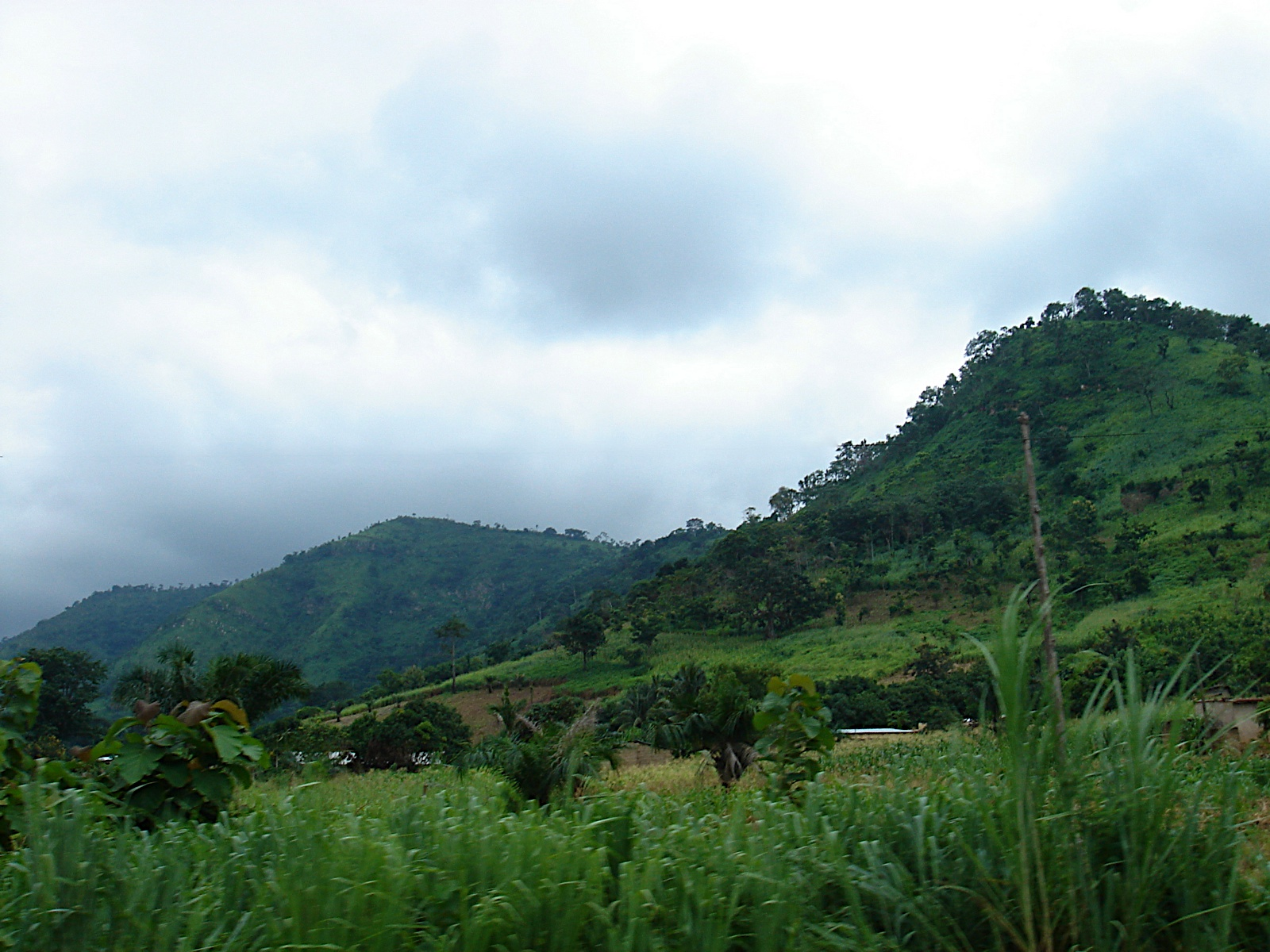
Пагорби Кпаліме

## Клімат
Південь Того лежить у екваторіальному кліматичному поясі, північ — у субекваторіальному. Цілий рік панують екваторіальні повітряні маси. На узбережжі цілий рік спекотно, сезонні коливання температури незначні, значно менші за добові. превалюють слабкі вітри, цілий рік надмірне зволоження, майже щодня по обіді йдуть дощі, часто зливи з грозами. На півночі влітку переважають екваторіальні повітряні маси, взимку — тропічні. Влітку вітри дмуть від, а взимку до екватора. Сезонні амплітуди температури повітря незначні, зимовий період не набагато прохолодніший за літній. Зволоження достатнє, але влітку може відмічатись посушливий сезон.

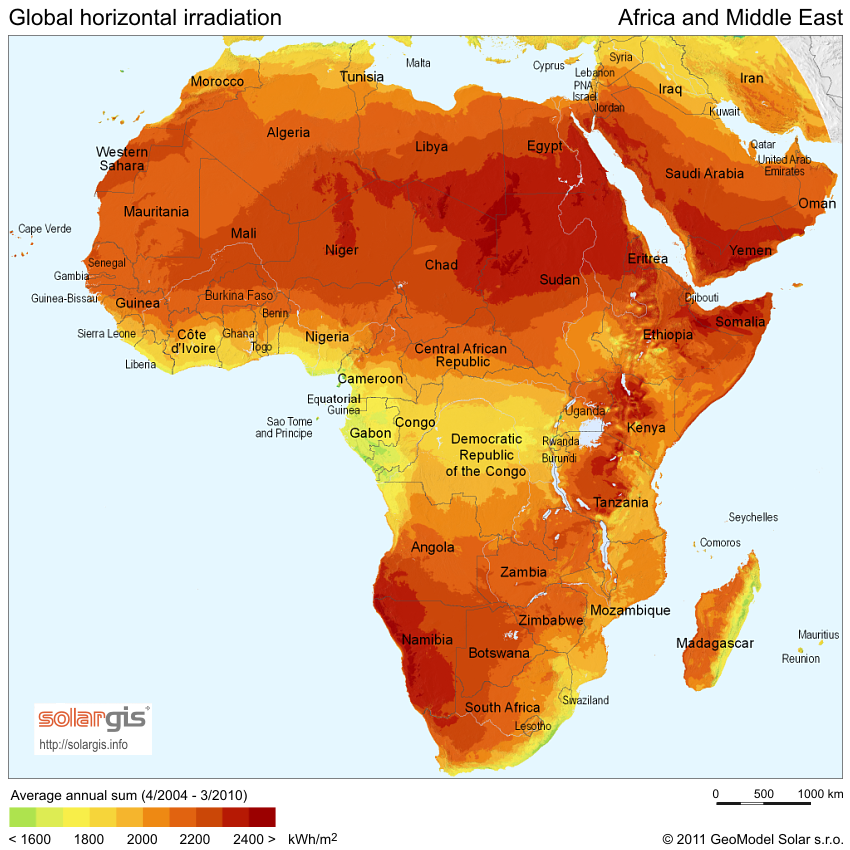
Сонячна радіація (англ.)
Кліматична карта Того (за Кеппеном)Кліматична карта Того (за Кеппеном)

Того є членом Всесвітньої метеорологічної організації (WMO), в країні ведуться систематичні спостереження за погодою.

## Внутрішні води
Загальні запаси відновлюваних водних ресурсів (ґрунтові і поверхневі прісні води) становлять 14,7 км³. Станом на 2012 рік в країні налічувалось 70 км² зрошуваних земель.

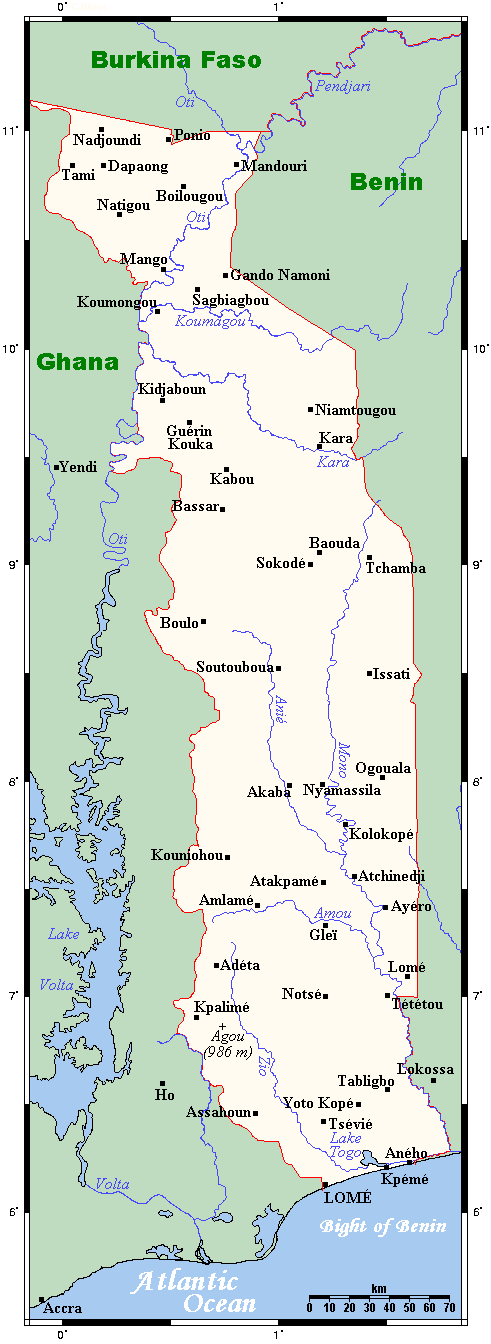
Гідрографічна мережа Того
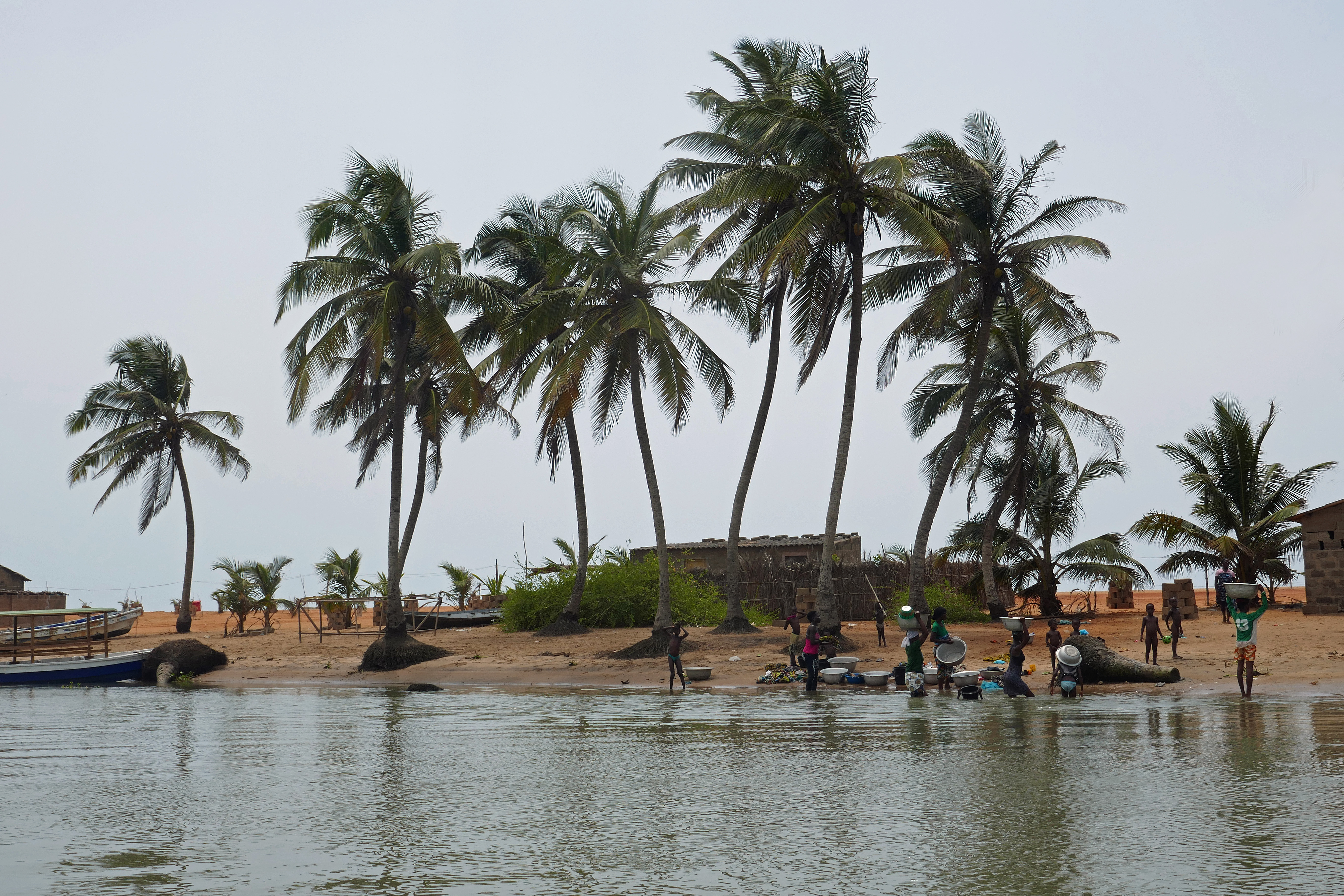
Річка Моно поблизу гирла
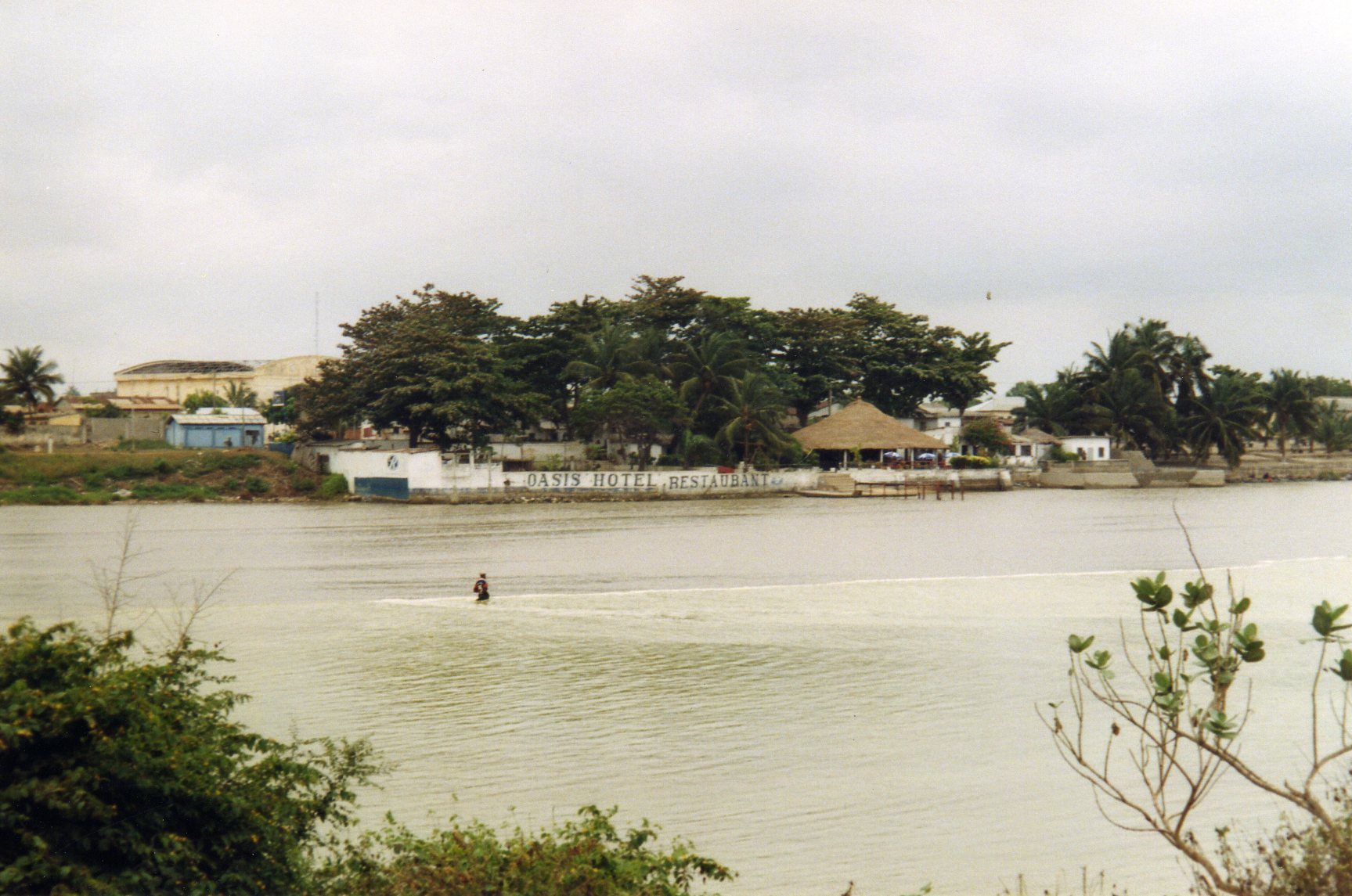
Лагуна Того

### Річки
Річки країни належать басейну Гвінейської затоки Атлантичного океану.

## Рослинність
Земельні ресурси Того (оцінка 2011 року):
- придатні для сільськогосподарського обробітку землі — 67,4 %,
  - орні землі — 45,2 %,
  - багаторічні насадження — 3,8 %,
  - землі, що постійно використовуються під пасовища — 18,4 %;
- землі, зайняті лісами і чагарниками — 4,9 %;
- інше — 27,7 %[1].

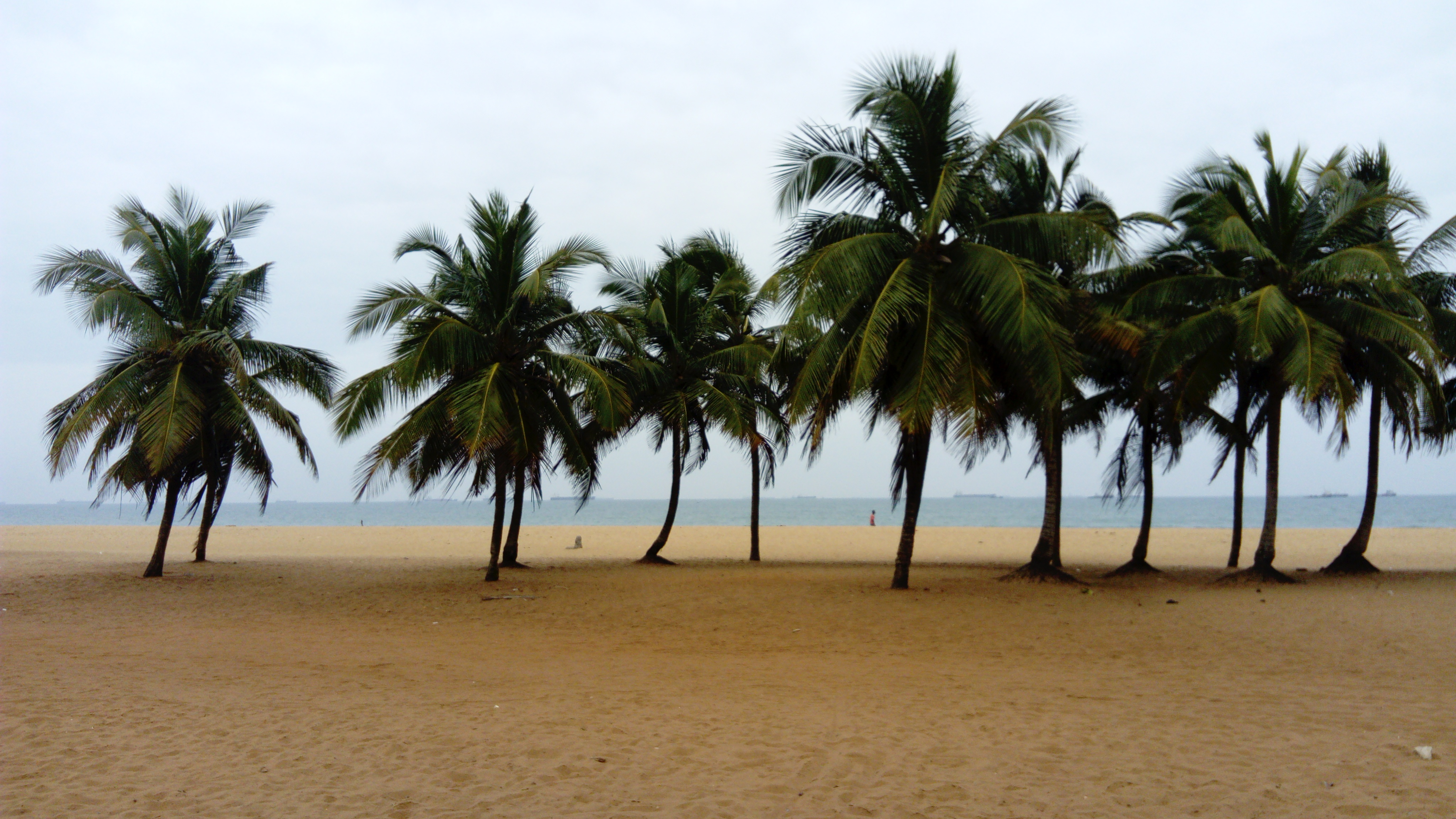
Рослинність узбережжя
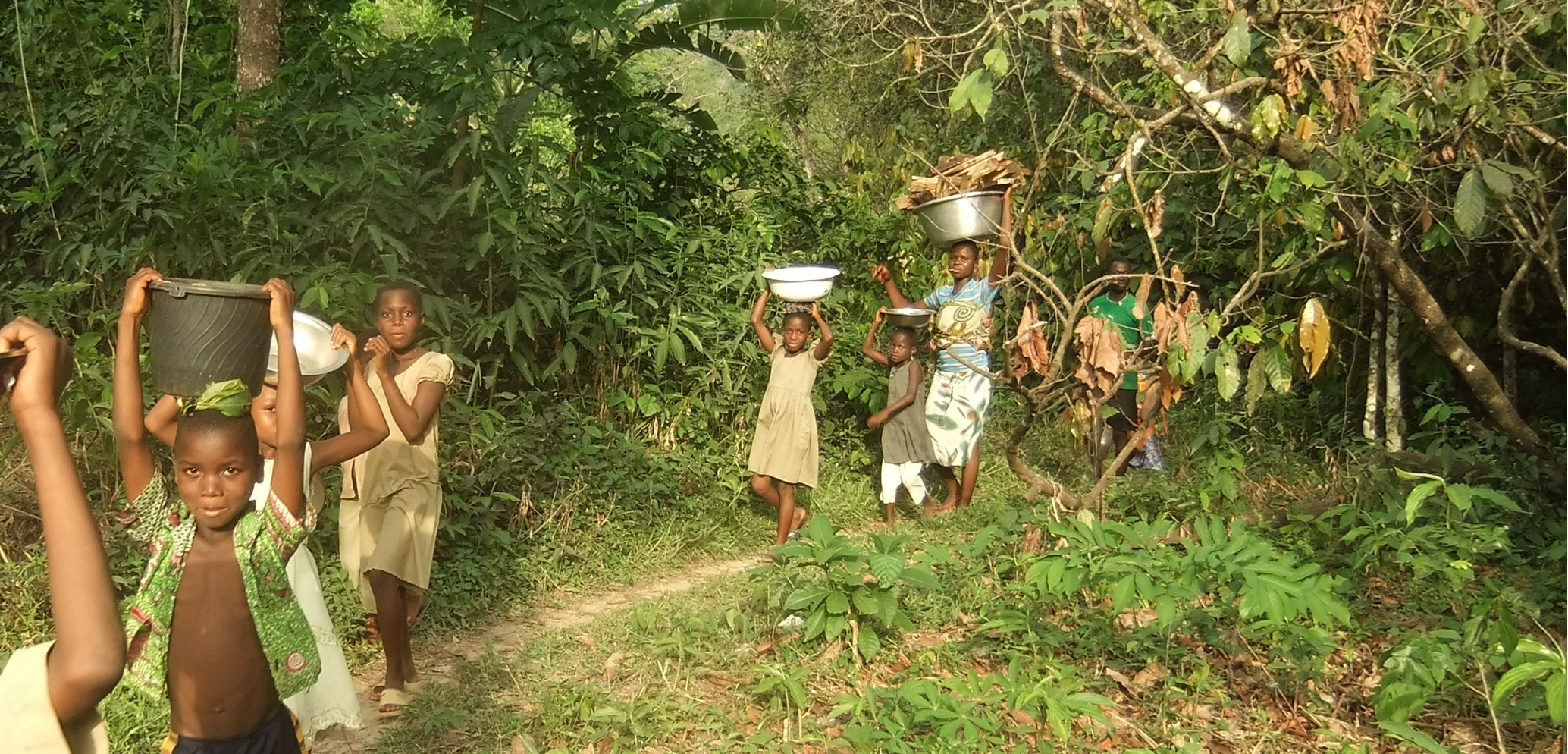
Ліса центральної частини
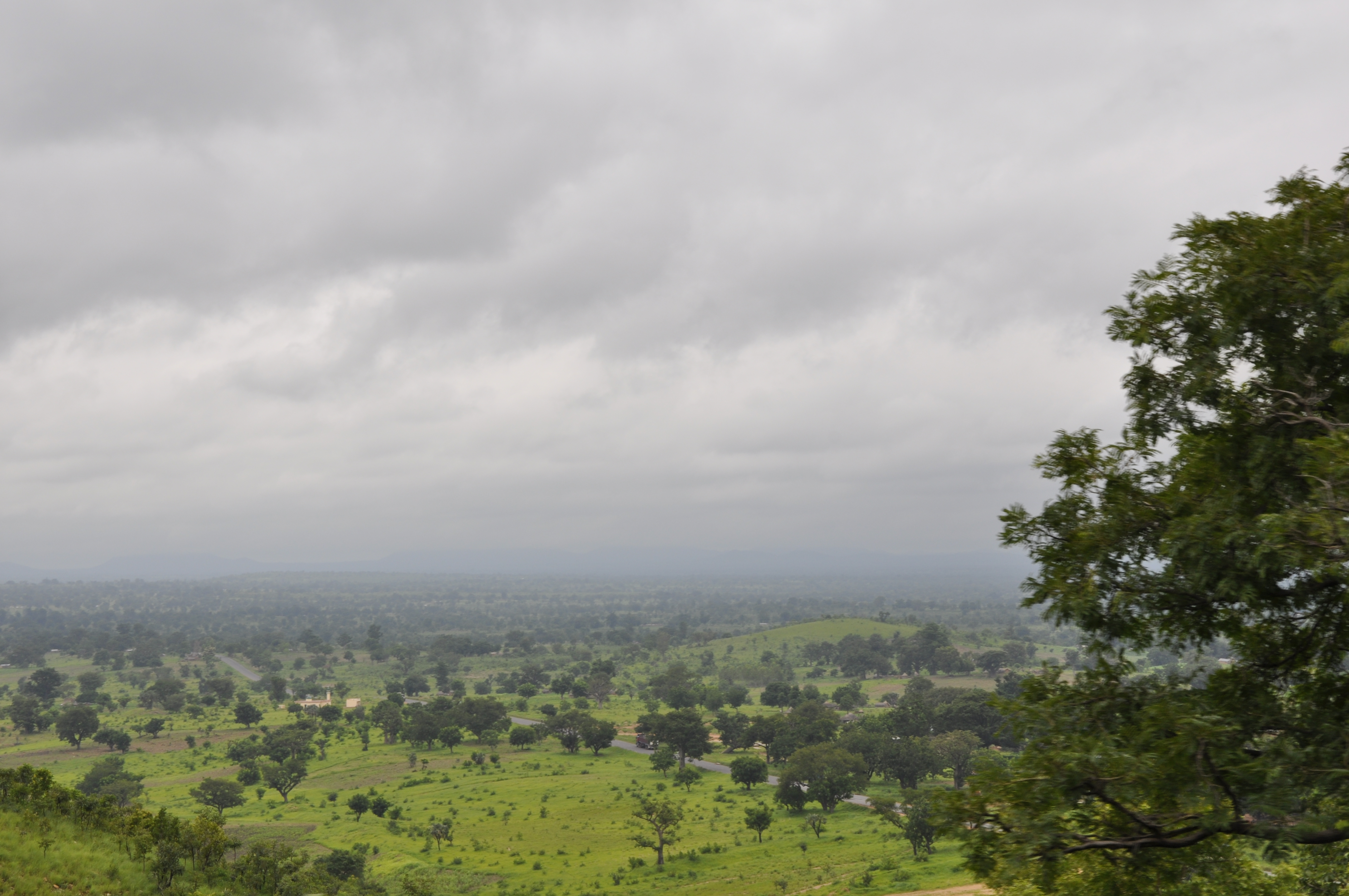
Північна савана
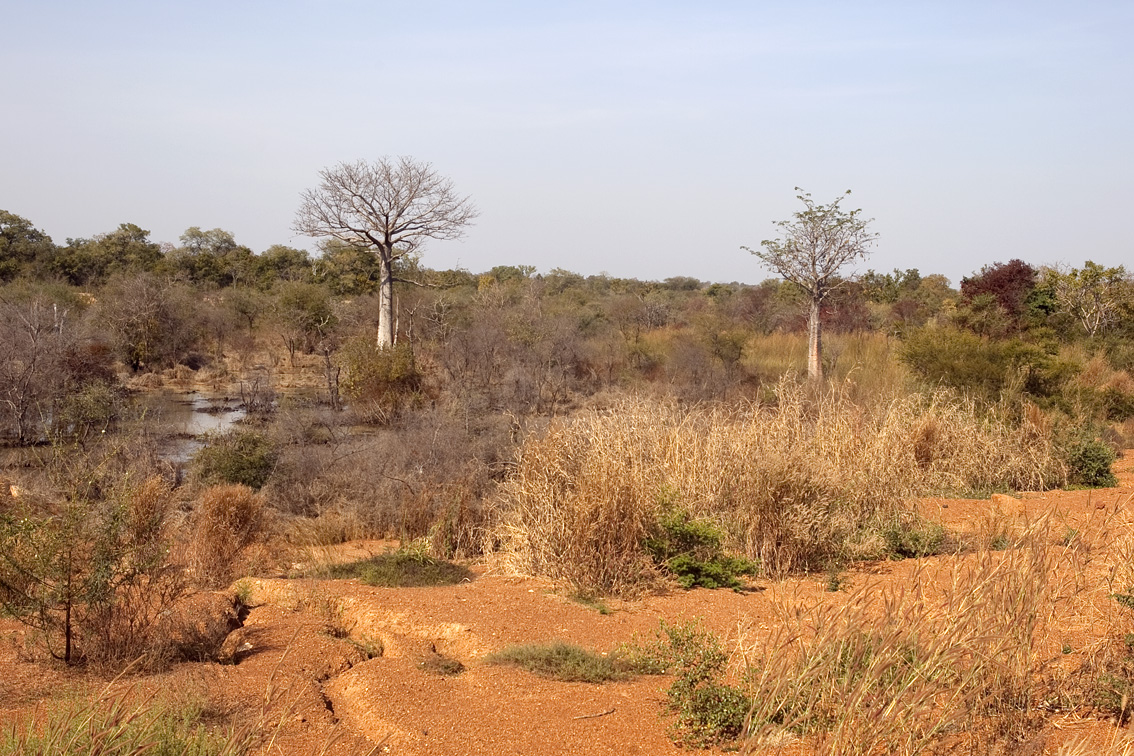
Північна савана

## Тваринний світ
Зоогеографічно територія країни належить до Ефіопської області: південна частина, узбережжя Гвінейської затоки — до Західноафриканської, північна частина — до Східноафриканської підобласті.

## Охорона природи
Того є учасником ряду міжнародних угод з охорони навколишнього середовища:
- Конвенції про біологічне різноманіття (CBD),
- Рамкової конвенції ООН про зміну клімату (UNFCCC),
- Кіотського протоколу до Рамкової конвенції,
- Конвенції ООН про боротьбу з опустелюванням (UNCCD),
- Конвенції про міжнародну торгівлю видами дикої фауни і флори, що перебувають під загрозою зникнення (CITES),
- Конвенції з міжнародного морського права,
- Монреальського протоколу з охорони озонового шару,
- Міжнародної конвенції запобігання забрудненню з суден (MARPOL),
- Міжнародної угоди про торгівлю тропічною деревиною 1983 і 1994 років,
- Рамсарської конвенції із захисту водно-болотних угідь[12],
- Міжнародної конвенції з регулювання китобійного промислу[1].

## Стихійні лиха та екологічні проблеми
На території країни спостерігаються небезпечні природні явища і стихійні лиха: сухі пилові вітри харматани дмуть з Сахари взимку, що спричиняють зниження вологості повітря і значне зниження видимості; періодичні посухи.
Серед екологічних проблем варто відзначити:
- знеліснення через підсічне землеробство і масові рубки деревини на паливо;
- загрозливе забруднення вод є значною проблемою для охорони здоров'я та рибного господарства;
- забруднення повітря у великих в містах.

## Фізико-географічне районування
У фізико-географічному відношенні територію Того можна розділити на _ райони, що відрізняються один від одного рельєфом, кліматом, рослинним покривом: .

### Українською
- Атлас світу / голов. ред. І. С. Руденко ; зав. ред. В. В. Радченко ; відп. ред. О. В. Вакуленко. — К. : ДНВП «Картографія», 2005. — 336 с. — ISBN 9666315467.
- Атлас. 7 клас. Географія материків і океанів / Укладачі О. Я. Скуратович, Н. І. Чанцева. — К. : ДНВП «Картографія», 2014.
- Бєлозоров С. Т. Африка : фізико-географічний нарис. — вид. 2-ге, перероб. і доп. — К. : Радянська школа, 1957. — 232 с.
- Барановська О. В. Фізична географія материків і океанів : навч. посіб. для студентів ВНЗ : [у 2 ч.]. — Н. : Ніжинський державний університет ім. Миколи Гоголя, 2013. — 306 с. — ISBN 978-617-527-106-3.
- Того // Гірничий енциклопедичний словник : [у 3-х тт.] / за ред. В. С. Білецького. — Д. : Східний видавничий дім, 2004. — Т. 3. — 752 с. — ISBN 966-7804-78-X.
- Костів Л. Я. Фізична географія материків і океанів. Африка : навч.-метод. посібник. — Л. : Видавничий центр ЛНУ імені Івана Франка, 2017. — 184 с. — ISBN 978-617-10-0374-3.
- Панасенко Б. Д. Фізична географія материків : навч. посіб. : в 2 ч. — В. : ЕкоБізнесЦентр, 1999. — 200 с.
- Юрківський В. М. Регіональна економічна і соціальна географія. Зарубіжні країни: Підручник. — 2-ге. — К. : Либідь, 2001. — 416 с. — ISBN 966-06-0092-5.

### Англійською
- (англ.) Graham Bateman. The Encyclopedia of World Geography. — Andromeda, 2002. — 288 с. — ISBN 1871869587.

### Російською
- (рос.) Авакян А. Б., Салтанкин В. П., Шарапов В. А. Водохранилища. — М. : Мысль, 1987. — 326 с. — (Природа мира)
- (рос.) Алисов Б. П., Берлин И. А., Михель В. М. Курс климатологии [в 3-х тт.] / под. ред. Е. С. Рубинштейна. — Л. : Гидрометиздат, 1954. — Т. 3. Климаты земного шара. — 320 с.
- (рос.) Апродов В. А. Вулканы. — М. : Мысль, 1982. — 368 с. — (Природа мира)
- (рос.) Апродов В. А. Зоны землетрясений. — М. : Мысль, 2010. — 462 с. — (Природа мира) — ISBN 978-5-244-01122-7.
- (рос.) Того // Африка: энциклопедический справочник [в 2-х тт.] / гл. ред. А. А. Громыко. — М. : Советская энциклопедия, 1986. — Т. 2. К-Я. — 671 с.
- (рос.) Браун Л. Африка. — М. : Прогресс, 1976. — 288 с. — (Континенты, на которых мы живем)
- (рос.) Букштынов А. Д., Грошев Б. И., Крылов Г. В. Леса. — М. : Мысль, 1981. — 316 с. — (Природа мира)
- (рос.) Власова Т. В. Физическая география материков. С прилегающими частями океанов. Южная Америка, Африка, Австралия и Океания, Антарктида. — 4-е, перераб. — М. : Просвещение, 1986. — 269 с.
- (рос.) Гвоздецкий Н. А., Голубчиков Ю. Н. Горы. — М. : Мысль, 1987. — 400 с. — (Природа мира)
- (рос.) Гвоздецкий Н. А. Карст. — М. : Мысль, 1981. — 214 с. — (Природа мира)
- (рос.) Географический энциклопедический словарь: географические названия / под. ред. А. Ф. Трёшникова. — 2-е изд., доп. — М. : Советская энциклопедия, 1989. — 585 с. — ISBN 5-85270-057-6.
- (рос.) Исаченко А. Г., Шляпников А. А. Ландшафты. — М. : Мысль, 1989. — 504 с. — (Природа мира) — ISBN 5-244-00177-9.
- (рос.) Каплин П. А., Леонтьев О. К., Лукьянова С. А., Никифоров Л. Г. Берега. — М. : Мысль, 1991. — 480 с. — (Природа мира) — ISBN 5-244-00449-2.
- (рос.) Словарь современных географических названий / под общей редакцией акад. В. М. Котлякова. — Екатеринбург : У-Фактория, 2006.
- (рос.) Литвин В. М., Лымарев В. И. Острова. — М. : Мысль, 2010. — 288 с. — (Природа мира) — ISBN 978-5-244-01129-6.
- (рос.) Лобова Е. В., Хабаров А. В. Почвы. — М. : Мысль, 1983. — 304 с. — (Природа мира)
- (рос.) Максаковский В. П. Географическая картина мира. Книга I: Общая характеристика мира. — М. : Дрофа, 2008. — 495 с. — ISBN 978-5-358-05275-8.
- (рос.) Максаковский В. П. Географическая картина мира. Книга II: Региональная характеристика мира. — М. : Дрофа, 2009. — 480 с. — ISBN 978-5-358-06280-1.
- (рос.) Поспелов Е. М. Географические названия мира: Топонимический словарь. — М. : АСТ, 2005.
- (рос.) Того // Страны Африки. Политико-экономический справочник / ред. В. Солодовников, В. Румянцев. — М. : Издательство политической литературы, 1969. — 318 с.
- (рос.) Физико-географический атлас мира. — М. : Академия наук СССР и Главное управление геодезии и картографии ГУГК СССР, 1964. — 298 с.
- (рос.) Энциклопедия стран мира / глав. ред. Н. А. Симония. — М. : НПО «Экономика» РАН, отделение общественных наук, 2004. — 1319 с. — ISBN 5-282-02318-0.